# Úrvalsdeild 1922
Thống kê của Úrvalsdeild mùa giải 1922.

## Tổng quan
Có 3 đội tham gia, và Fram giành chức vô địch.

## Bảng xếp hạng
| Vị thứ | Câu lạc bộ | St | T | H | B | BT | BB | HS | Đ |
| 1      | Fram       | 2  | 2 | 0 | 0 | 7  | 0  | +7 | 4 |
| 2      | Víkingur   | 2  | 0 | 1 | 1 | 1  | 1  | 0  | 1 |
| 3      | KR         | 2  | 0 | 1 | 1 | 1  | 8  | -7 | 1 |